# Gran Turismo 2
Gran Turismo 2 (normalt forkortet GT2) et racerspil til Sony PlayStation. Gran Turismo 2 var udviklet af Polyphony Digital og udgivet af Sony Computer Entertainment i 1999.